# Venkovský dům čp. 29 (Strašín)
Dům čp. 29 v obci Strašín v okrese Klatovy je roubená chalupa, chráněná jako kulturní památka.

## Historie

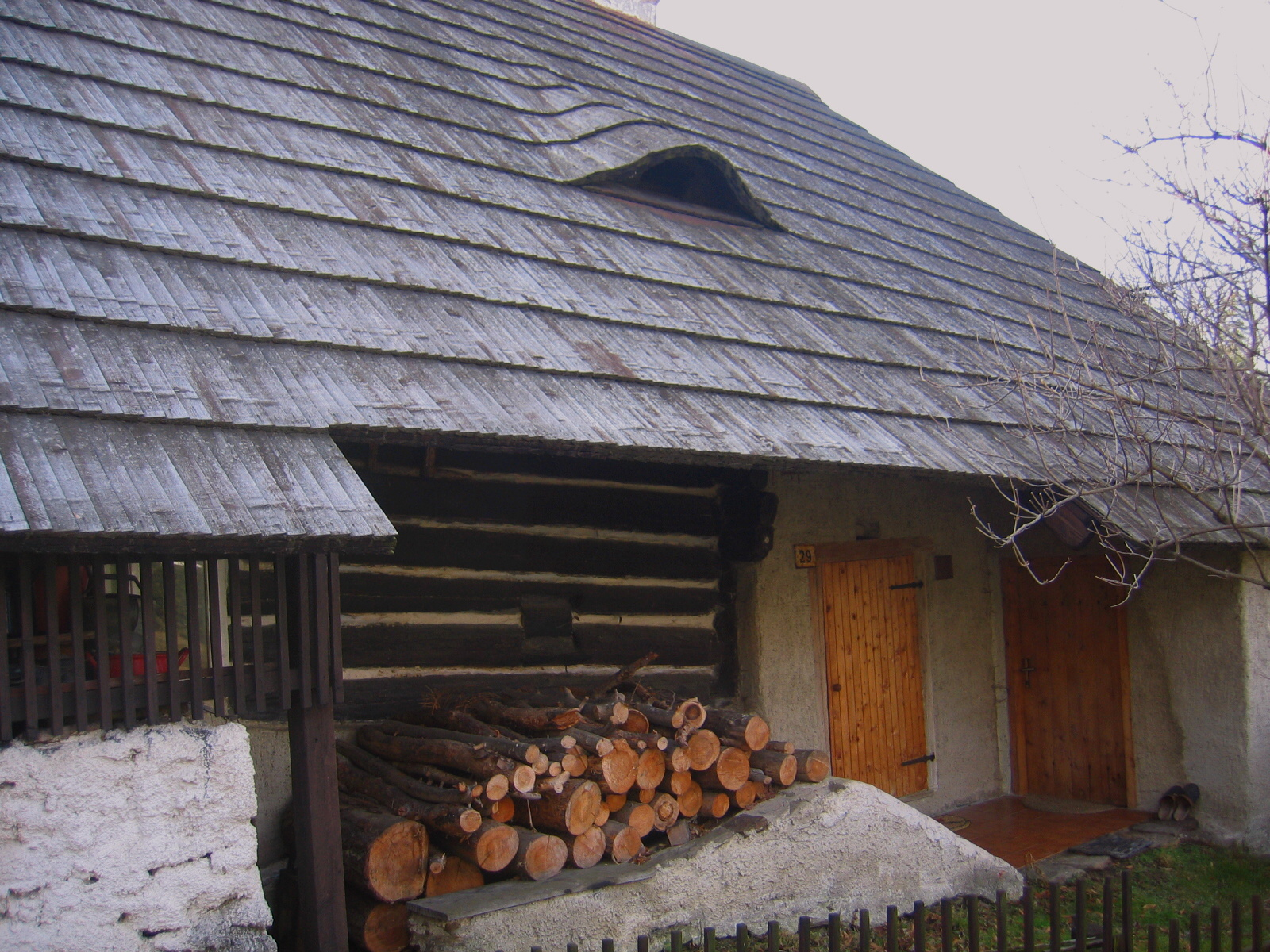
Vstupní okapová severní část domu

První písemná zmínka o domu pochází z poloviny 18. století.

## Popis
Stavení stojí uprostřed svažité návsi na stavební parcele č. 33. Jedná se původně o dvoudílný dům rozšířený dodatečně o chlév a komoru. Štít je orientován jihovýchodním směrem. Vstup je ze severu. Ze síně se vchází do roubené světnici na kamenné podezdívce. Naproti vstupu je černá kuchyně, která je průchozí do komory. Vpravo je vstup do chléva, který je přístupný i zvenčí samostatným vchodem. Polovalbová střecha je pokryta šindelem.